# Mausolée Moubarak Mervazi
 (décembre 2023).
Le mausolée Moubarak Mervazi est un objet du patrimoine culturel situé en Ouzbékistan, reconnu comme un site historique significatif. Il a été construit au XIVe siècle et se trouve dans le quartier « Sariqqishloq » du district de Mubarak, dans la région de Kachkadaria. En tant que propriété non résidentielle, il est considéré comme une propriété de l'État et est géré par le département du patrimoine culturel de la région de Qashqadaryo, conformément à ses droits de gestion opérationnelle. Il est désigné comme une propriété appartenant à l'État en vertu de l'accord d'utilisation du fonds communautaire caritatif « Vaqf ». Par décision du Cabinet des ministres de la République d'Ouzbékistan en date du 4 octobre 2019, les objets immobiliers du patrimoine culturel matériel ont été inclus dans la liste nationale et bénéficient d'une protection étatique,.

## Étymologie
Le mausolée de Mubarak al-Mervazi tire son nom d'une personne de la lignée de Mahomet, Abd Allah ibn al-Mubarak. Cet individu est considéré comme l'une des raisons de la formation du district de Mubarak dans la région de Kachkadaria.
Le nom complet d'Abd Allah ibn al-Mubarak est Abu Abdurahman Abdullah ibn al-Hanzali al-Mervazi (736-797). Il naît dans l'ancienne ville de Marv en Transoxiane (actuellement Mary au Turkménistan) et meurt à l'âge de 63 ans dans la ville de Khurasan, près de l'Euphrate en Irak actuel, en l'an 798. Il est enterré au même endroit,. Il est renommé en tant que savant érudit, soufi et spécialiste des hadiths. Ses activités sont principalement centrées sur Marv. Il voyage dans de nombreuses villes du monde islamique, notamment Bagdad, Bassorah, La Mecque, Médine, Balkh, Boukhara, Samarcanda et Karchi, où il a appris auprès de près de quatre mille érudits. Au cours de ses voyages, il rencontre et étudie avec Abu Hanifa et occupe une place éminente parmi ses disciples les plus distingués. Il rédige des ouvrages sur le soufisme, la jurisprudence, les études des hadiths, l'histoire, la philologie et les commentaires du Coran,.
Le mausolée de Mubarak al-Mervazi attire l'attention d'Amir Timur, et un tombeau symbolique a été érigé dans le village de Hoja Mubarak.

## Structure
La partie d'entrée du mausolée de Mubarak al-Mervazi est construite avec deux dômes. Sur la façade arrière, on trouve des inscriptions en écriture kufique avec de la peinture bleue et des lettres blanches. De plus, au centre, se trouvent la tombe de Mubarak al-Mervazi, une salle de prière, une petite piscine et une cour. Le complexe est entouré d'un mur épais. Le mausolée n'occupe pas une grande superficie. Les environs du site funéraire sont restés dans un état de délabrement pendant de nombreuses années. En 2017-2018, la zone autour du mausolée est largement rénovée.